# Chelghoum Laïd
Lɛid n Calɣum (en taqvaylit), Chelghoum Laïd (en arabe : شلغوم العيد), est une commune algérienne, située dans la wilaya de Mila. Durant la période coloniale, elle fut nommée Châteaudun-du-Rhumel.

## Géographie
La ville de Chelghoum Laïd se trouve à 50 km au sud-ouest de Constantine.

### Localisation
| Benyahia Abderrahmane | Ain Mellouk    | Oued Athmania |
| Tadjenanet            | Chelghoum Laïd | Oued Seguen   |
| Ouled Khelouf         | El Mechira     | Teleghma      |

### Reliefs, géologie, hydrographie
La commune est traversée par l'oued Rhummel et son affluent l'oued Dekri. Son territoire communal constitue une plaine un peu cassée à ses limitrophes par djebel Grouz et le mont de Tikoua.

### Lieux-dits, quartiers, hameaux
En plus de l'agglomération chef-lieu constituée par la ville de Chelghoum Laïd (54 495 habitants en 2008), la commune compte une deuxième agglomération-banlieue Djamaâ Lakhdar. Elle compte aussi un ancien village colonial appelé Oued Dekri rattaché à la commune par arrêté le 3 juillet 1875.
Hameaux : Mechtat Mercouri, Mechtat Saâda, Mechtat El Malah, Mechtat Sahli, Mechtat Ain Meguesba, Mechtat Bekhbakha, Mechtat Bensalhi, Mechtat Berrached, Mechtat Bir Hacem, Mechtat Bir Hacene, Mechtat Bourioune, Mechtat Chaabat Lemrabta, Mechtat Chelih, Mechtat Draa Lazas, Mechtat Echaref, Mechtat El Hadja, Mechtat Koraba, Mechtat M'zara, Mechtat Mebdoua, Mechtat Megara, Mechtat Meriouet, Mechtat Mezdoura, Mechtat Regaa El Kahla, Mechtat Safel Meghalsa, Mechtat Sedra.

## Histoire
Le centre de peuplement fut créé au XIXe siècle sur les territoires de la tribu Chaoui des Ouled Abd-en-Nour , à l'emplacement d'un puits, grâce à un relais de diligence appelé Relais Seigle, du nom de son gérant. Le centre fut nommé Châteaudun-du-Rhumel, en hommage à la ville de Châteaudun, et la commune-mixte est créée le 7 novembre 1874 par un arrêté du gouverneur général Antoine Chanzy. Elle devient une commune de plein exercice le 15 octobre 1921.
Après l'indépendance de l’Algérie en 1962, la commune fut rebaptisée Chelghoum Laid, du nom d'un nationaliste algérien natif de la ville mort au combat durant la guerre d'Algérie.

## Démographie
Selon le recensement général de la population et de l'habitat de 2008, la population de la commune de Chelghoum Laïd est évaluée à 82 560 :
| 1884 | 1892 | 1897  | 1902  | 1921  | 1977   | 1987   | 1998   | 2008   |
| ---- | ---- | ----- | ----- | ----- | ------ | ------ | ------ | ------ |
| 123  | 547  | 1 578 | 1 340 | 2 609 | 22 534 | 34 845 | 66 384 | 82 560 |

## Vie quotidienne

### Sports
La commune compte un club de football fondé en 1945 nommé Hilal Baladiat Chelghoum Laïd (HBCL) ; fondé sous le sigle CCCR puis CCCL à l’indépendance, puis HRCL avec l'arabisation des noms et enfin HBCL après la réforme sportive.
Il y a aussi un autre club de football au niveau du quartier Djamaâ Lakhdar, il s'agit du AB Chelghoum Laïd, fondé en 1988.
Elle compte aussi un club de basket-ball fondé en 1994 nommé Horizon Chelghoum Laid (HCL)

## Patrimoine
C'est sur le territoire de la commune, près de l'ancien halte ferroviaire de Mecha El Arbi, que des crânes de l'Homme de Mechta-Afalou ont été découverts.

## Personnalités liées à la commune
- Samir Lemoudaâ (1981-), footballeur algérien.
- Moussa Maaskri, acteur et scénariste franco-algérien.